# Yala Laubat
Yala Laubat es una localidad del norte de la provincia del Chubut, en la Patagonia argentina, dentro del departamento Gastre.
Cuenta con un parque de energía eólica.

## Toponimia

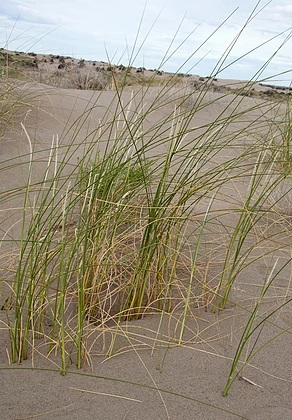
Pasto duro de los médanos o unquillo (sporobolus rigens)

El topónimo tiene origen en el Pueblo Indígena Gǘnün a kǘna (tehuelches septentrionales o pampas antiguos). Proviene de las voces yála = yǘlü "pasto, yuyo (gramíneas)", el sufijo del condicional -law "subordinante", yalálaw (ciertas juncáceas) y el adjetivo bat "chato (chico)". Es decir entonces que Yalálaw bat es "junquillo chato" conocido comúnmente como "pasto duro de los médanos o unquillo" (sporobolus rigens), y que es característico (subordinante) de aquel lugar.
Así mismo la variedad Yalálaw sindicaría al "junquillo" en sus variedades de 'Juncus procerus E. Mey' y 'Juncus effesus'.

## Población
Contó con 37 habitantes (Indec, 2010), lo que representó un descenso del 16% frente a los 44 habitantes (Indec, 2001) del censo anterior.
El censo 2022 registró una población de 36 habitantes que se repartieron entre 23 hombres y 13 mujeres. Sin embargo, las cifras obtenidas fueron estimativas solo teniendo en cuenta a la población en viviendas particulares; es decir, excluyendo del dato a la población institucional y las personas sin hogar. Gracias a este censo también fue posible conocer su densidad y tamaño urbano.
| Gráfica de evolución demográfica de Yala Laubat entre 1991 y 2022 |
|                                                                   |
| Fuente: Censos nacionales del INDEC                               |